# Cehui Shan
Cehui Shan (chinesisch 測繪山 ‚Kartierungsberg‘) ist ein 22 m hoher Hügel an der Ingrid-Christensen-Küste des ostantarktischen Prinzessin-Elisabeth-Lands. In den Larsemann Hills ragt er am nordwestlichen Ausläufer der Halbinsel Xiehe Bandao am Ostufer der Einfahrt zum Nella-Fjord auf.
Chinesische Wissenschaftler benannten ihn 1989 in Erinnerung an die Anstrengungen bei der Kartierung des Hügels.